# Гремячий (станция)
Гремя́чий — железнодорожная станция ведомственной Монзенской железной дороги. Открыта в 1961 году вместе с пусковым участком Ламса — Гремячий. Названа по посёлку Гремячий.

## История
В конце 1950-х годов ресурсы лесопунктов, наиболее близкие к Вохтоге, были почти полностью исчерпаны, поэтому Монзенская железная дорога продолжала активно развиваться. В 1959 году началось строительство участка, начинавшегося от уже открывшейся к тому моменту станции Ламса, завершившееся к 1961 году. Рядом со станцией был сооружён посёлок, расположенный к северу от линии.

## Описание
Основная часть станции состоит из разъезда, состоящим из двух путей; на одном из них расположена низкая короткая боковая платформа (на 1 вагон). Рядом с восточной горловиной станции расположен вытяжной тупик, на котором отстаиваются мотовозы ДМ. На южной стороне находится верхний склад Гремячинского лесопункта. К нему подходит путь широкой колеи. До начала 1990-х годов к складу примыкала узкоколейная железная дорога; часть леса перегружалась на усах, примыкавших к перегону Гремячий — Карица.

## Деятельность
По состоянию на 2004 год, станция продолжала оставаться жизненно важным транспортным объектом для Гремячего, так как единственная грунтовая автодорога, ведущая в село Успенье Тотемского района, чрезвычайно плохого качества. По станции производится скрещение встречных грузовых поездов, везущих лес, а также остановка пассажирского поезда.

### Расписание поездов
| № поезда | Периодичность курсирования     | Маршрут       | Время |
| -------- | ------------------------------ | ------------- | ----- |
| 101      | Среда, пятница, выходные       | Вохтога — Ида | 0:08  |
| 102      | Понедельник, четверг, выходные | Ида — Вохтога | 3:01  |

По состоянию на 2004 год также организовывались рабочие поезда Гремячий — Побоичная, Гремячий — Кунож (по заявкам пассажиров).

## Фото

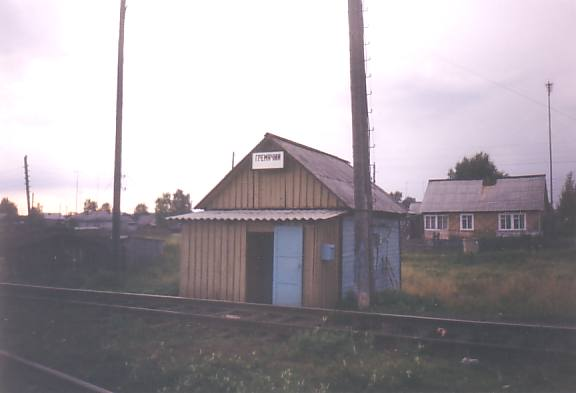
Будка дежурного по станции
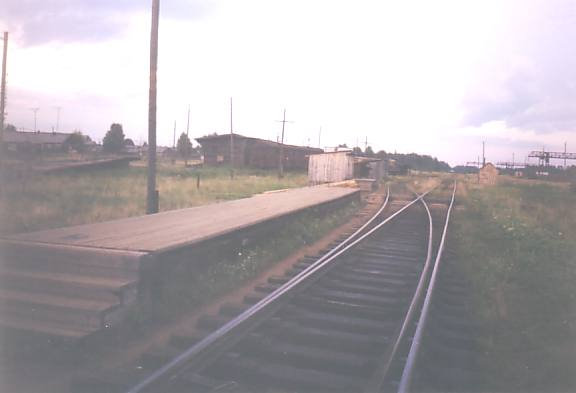
Посадочная платформа